# فولکس‌واگن آی‌دی.۳
فولکس واگن آی‌دی. ۳ (انگلیسی: Volkswagen ID.3) یک خودروی هاچ‌بک سایز کوچک است که برای اولین بار توسط فولکس واگن طراحی شده‌است. این خودرو یک خودروی تمام برقی است که در ۹ سپتامبر ۲۰۱۹ در فرانکفورت معرفی شد. این خودرو اولین وسیله نقلیه سری آی‌دی است که بر اساس کیت درایو برقی مدولار (MEB) طراحی شده‌است. نسخه مفهومی این خودرو در سال ۲۰۱۶ معرفی شد.

## نگارخانه

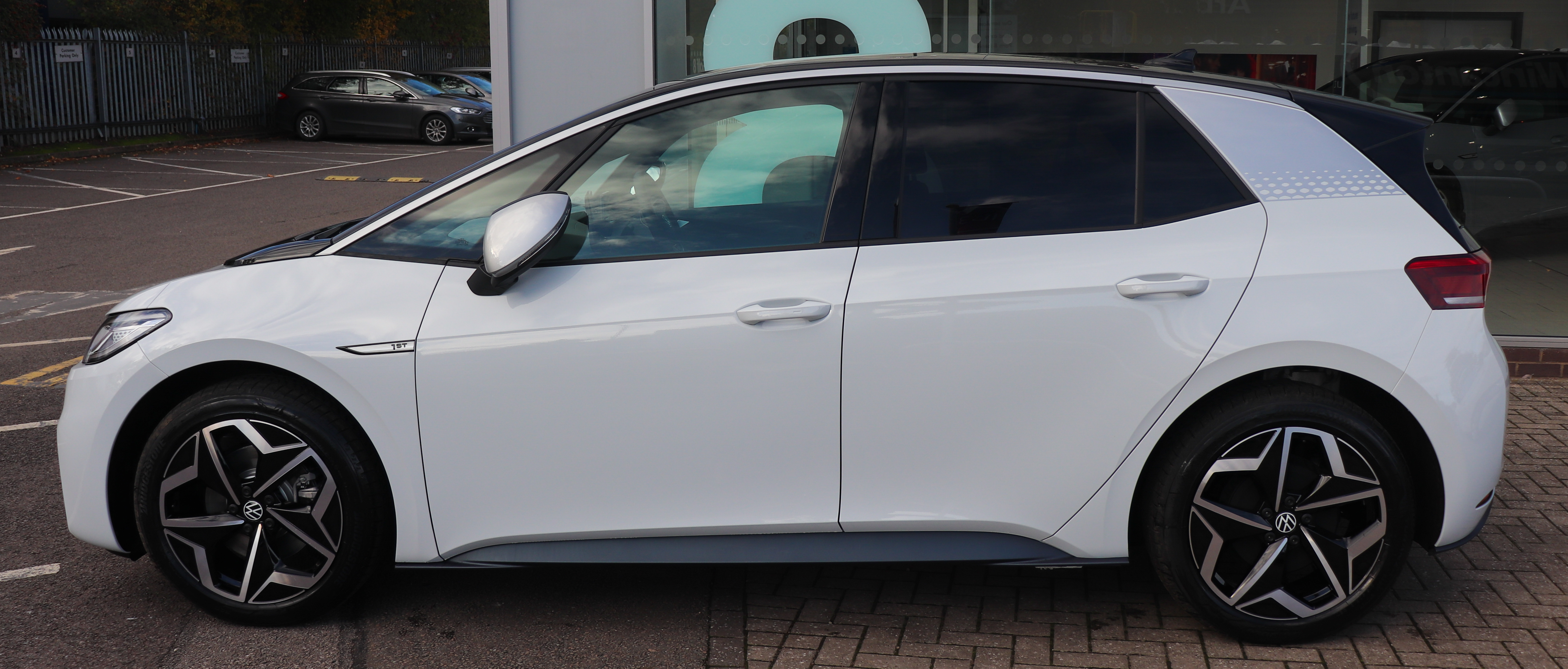
نمای جانبی
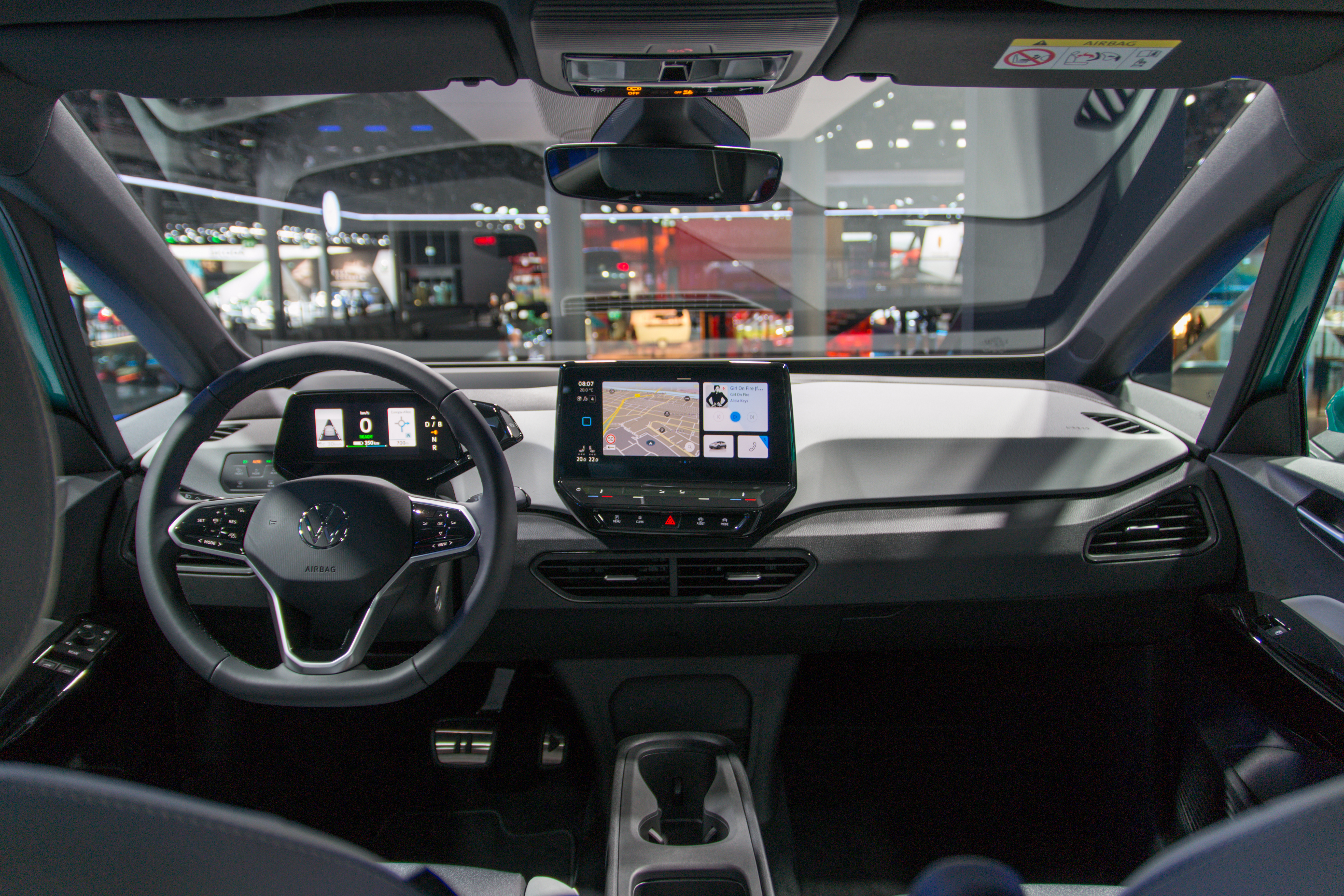
داشبورد